# چانگ اون-جونگ
چانگ اون-جونگ (انگلیسی: Chang Eun-jung؛ زادهٔ ۱۸ اوت ۱۹۷۰) بازیکن هاکی روی چمن اهل کره جنوبی می باشد.
از افتخارات وی میتوان به کسب مدال نقره در بازی‌های المپیک تابستانی ۱۹۸۸ و بازی‌های المپیک تابستانی ۱۹۹۶ اشاره کرد.